# Rafael Núñez (actor)
Rafa Núñez (n. Cuenca; 3 de abril de 1958), actor español.
Rafa Núñez, tras diplomarse en profesorado de EGB, realizar durante algunos años varios trabajos, decidió dejarlo todo y lanzarse a su gran vocación: el teatro. En los primeros años de 1.980, se instaló en Madrid donde trabajó con diferentes grupos mientras se formaba como actor en distintos cursos y talleres: 'Expresión corporal' con Socorro Anadón, 'Expresión dramática y teatro' Guzmán Pérez de Ayala, 'Interpretación' Jaroslaw Bielski, 'Dicción y voz' Jesús Aladrén. A comienzos de la década de 1.990 pasa a formar parte de la compañía de Teatro I PIAU realizando montajes como productor y actor, que le lleva a recorrer la península de un extremo a otro, y girar por América del Sur tras diferentes coproducciones con la compañía extremeña 'Al Suroeste Teatro'. A partir de 2.005 participa en varias obras del Teatro Español, pasando después por espacios como Matadero, Teatro Marquina, Centro Dramático Nacional, Festival de Teatro Clásico de Almagro, La Abadía, Festival de Mérida, Teatro del Barrio, La Mirador... Ha participado en películas como 'Para Elisa' de Juanra Fernández y La rosa de nadie de Ignacio Oliva y cortometrajes como Un beso de novios de Víctor Boira y Pipo Varela, La cena de Juanra Fernández, Peseteros Mikel Bustamante o Tu cubata detonante de Almudena Mazu

## Teatro
- El balcón de Jean Genet (como general). Dirigida por Ángel Facio (2010).
- El pisito de Rafael Azcona, adaptación de Bernardo Sánchez y Juan José Seoane (como Dimas). Dirigida por Pedro Olea junto a Asunción Balaguer, Teté Delgado y Pepe Viyuela. (2009)
- Los cuernos de don Friolera de Valle-Inclán (como don Friolera). Dirigida por Ángel Facio junto a Teté Delgado y Nancho Novo. (2008)
- El juego del amor y del azar de Marivaux (como Sr. Orgón). Dirigida por Javier Mateo (2007).
- Desventuras conyugales de Bartolomé Morales de Ruzzante (como tío Tenaja). Dirigida por Ángel Facio (2007).
- Adiós a la Bohemia de Pablo Sorozábal (como mozo). Dirigida por Mario Gas (2006).
- Mihura por cuatro de Ignacio Moral (como don Rosario). Dirigida por Sergio Macías (2005).
- Don Juan Tenorio (lectura dramatizada) de José Zorrilla (como Ciutti). Dirigida por Mario Gas (2005).
- Romance de lobos de Valle-Inclán (como don Galán). Dirigida por Ángel Facio (2005).
- La nona de Roberto Cossa (como Carmelo). Dirigida por Carlos Vides (2004).
- Cara de Plata de Valle-Inclán (como el Abad de Lantañón). Dirigida por Etelvino Vázquez (2002).
- El Caballero de Olmedo de Lope de Vega (como don Pedro, Sombra). Dirigida por Etelvino Vázquez (2000).
- Los cómicos del carro de Miguel Murillo (como Jefe de cómicos). Dirigida por Pedro A. Penco (1999).
- Don Juan de Carillana (lectura dramatizada) de Jacinto Grau (como Sepúlveda). Dirigida por Ángel Facio (1998).
- Paseíllo por el teatro clásico español (como Celestina, Estepa, Criado, Don Pedro). Dirigida por A. Facio, J. C. Torrecilla, Ernesto Ruiz y Jarek Bielski (1997).

## Filmografía y Televisión
- El Ministerio del Tiempo (2020) como Padre Bartolomé Carranza (capítulo 37)
- Matadero (2019) como Alcalde (capítulos 2, 9, 10).
- Vis a vis (2016) como Fernando (capítulos 15, 19, 20, 23 y 24).
- Cortometraje Denominación de Origen: La Tierra (2015) de Dorian Sanz (Sr. Rousseau).
- Amar en tiempos revueltos (2010) Cap. 18, 19, 20 (Jakob).
- La que se avecina (2009) Cap. 31 (Isidro)
- Cuéntame cómo pasó (2008) Cap. 171 (Taxista), Cap. 178 (Enfermo calvo)
- Corto Publicitario para pacientes tratados con Revlimid (2008) (Paciente).
- Los pescadores de hijos (2008) (Marido). Corto publicitario para Canal Volvo
- La llave (2007) de Arturo García (El elegido).
- Ahora, ya en casa (2004) de Arturo García (Psicólogo).
- La mata de albahaca (2002) de Eduardo Soto (27).

## Premios y nominaciones
- 2009 Premios Unión de Actores: Nominado Mejor Actor Principal por D. Friolera en Los cuernos de Don Friolera.
- 2005 Premios Max: Finalista Espectáculo Revelación por La Nona de Teatro I Piau.
- 2003 Premio Mejor Interpretación Masculina en V Certamen Nacional de Teatro Garnacha de Rioja por El abad de Lantañón en Cara de Plata.
- 2003 Premio Mejor Montaje en V Certamen Nacional de Teatro Garnacha de Rioja por Cara de Plata de Teatro I Piau.
- 2003 Premios Max: Finalista Espectáculo Revelación por Cara de Plata de Teatro I Piau.
- 2001 Premios Max: Finalista Espectáculo Revelación por El Caballero de Olmedo de Teatro I Piau.